# Handelsflåden
Handelsflåden er den normale betegnelse for den civile skibsfart og kan sammenlignes med den engelske betegnelse merchant navy. Historisk er denne skibsfart blevet kaldt koffardi (af hollandsk koopvaardij, tysk Kauffahrtei), hvilket stammer fra den tid, da kaptajnen stod for indkøb af ladningen og bragte den hjem. De hertil anvendte skibe benævnes koffardiskibe eller handelsskibe. 
Til forskel fra søværnets skibe flager handelsskibe med stutflag i stedet for orlogsflag.

Den danske handelsflåde står for transporten af ca. 10 % af den samlede verdenshandel.